# 《水形物语》获奖名单
《水形物语》是吉勒摩·戴托羅导演、制片并与瓦内莎·泰勒编剧的2017年美国浪漫奇幻片，讲述高安全等级政府实验室聋哑女看守与囚禁两栖类人物种相恋的故事。电影主要演员包括莎莉·霍金斯、迈克尔·珊农、理查德·詹金斯、道格·琼斯、麥可·斯圖巴、奥克塔维亚·斯宾塞，亚历山大·德斯普拉谱写配乐，保罗·奥斯特伯里、杰弗里·梅尔文、谢恩·维奥负责美术设计。
本片2017年8月31日在第74屆威尼斯影展首映后夺得金獅獎，在特柳赖德电影节、多伦多国际电影节、倫敦影展的预映反响热烈。12月1日，探照灯影业安排《水形物语》在纽约限量发行，8号开始正式在美国全面上映，全球票房近两亿美元。评论汇总网站爛番茄共收集本片459篇评论，认可度达九成二。
电影获众多荣誉肯定，导演、演员、配乐、美术设计尤得赞誉。影片在第90屆奧斯卡金像獎角逐入围13项，拿下最佳影片、导演等四奖，是《指环王：王者归来》（2003年）后首部拿下最佳影片奖的奇幻片。《水形物语》获第71屆英國電影學院獎12项提名，拿下最佳导演等三奖；本片在第75屆金球獎入围七项，赢得最佳导演和原创配乐奖。
电影获第29届美国制片人工会奖最佳院线电影，德尔·托罗获第70届美国导演工会奖最佳长片导演。影片在第23届评论家选择奖入围14项，获最佳影片等四项。此外，美国电影学会把本片选入2017年十大佳片。

## 荣誉
| 机构                       | 颁奖日期       | 奖项                           | 提名 | 结果 | 参考          |
| -------------------------- | -------------- | ------------------------------ | --- | ---- | ------------- |
| 澳大利亚影视艺术学院国际奖 | 2018年1月5日   | 最佳影片                       | 《水底情深》 | 提名 | [ 17 ]        |
| 澳大利亚影视艺术学院国际奖 | 2018年1月5日   | 最佳导演                       | 吉勒摩·戴托羅 | 提名 | [ 17 ]        |
| 澳大利亚影视艺术学院国际奖 | 2018年1月5日   | 最佳女主角                     | 莎莉·霍金斯 | 提名 | [ 17 ]        |
| 美国退休者协会             | 2018年2月5日   | 最佳成人影片                   | 《水形物语》 | 獲獎 | [ 18 ] [ 19 ] |
| 美国退休者协会             | 2018年2月5日   | 最佳男配角                     | 理查德·詹金斯 | 獲獎 | [ 18 ] [ 19 ] |
| 美国退休者协会             | 2018年2月5日   | 最佳导演                       | 吉尔莫·德尔·托罗 | 獲獎 | [ 18 ] [ 19 ] |
| 美国退休者协会             | 2018年2月5日   | 最佳编剧                       | 吉尔莫·德尔·托罗 | 提名 | [ 18 ] [ 19 ] |
| 奥斯卡金像奖               | 2018年3月4日   | 最佳影片                       | 吉尔莫·德尔·托罗、迈尔斯·戴尔 | 獲獎 | [ 20 ]        |
| 奥斯卡金像奖               | 2018年3月4日   | 最佳导演                       | 吉尔莫·德尔·托罗 | 獲獎 | [ 20 ]        |
| 奥斯卡金像奖               | 2018年3月4日   | 最佳女主角                     | 莎莉·霍金斯 | 提名 | [ 20 ]        |
| 奥斯卡金像奖               | 2018年3月4日   | 最佳男配角                     | 理查德·詹金斯 | 提名 | [ 20 ]        |
| 奥斯卡金像奖               | 2018年3月4日   | 最佳女配角                     | 奥克塔维亚·斯宾塞 | 提名 | [ 20 ]        |
| 奥斯卡金像奖               | 2018年3月4日   | 最佳原著剧本                   | 吉尔莫·德尔·托罗、瓦内莎·泰勒 | 提名 | [ 20 ]        |
| 奥斯卡金像奖               | 2018年3月4日   | 最佳摄影                       | 达恩·劳斯特森 | 提名 | [ 20 ]        |
| 奥斯卡金像奖               | 2018年3月4日   | 最佳服装设计                   | 路易斯·塞凯拉 | 提名 | [ 20 ]        |
| 奥斯卡金像奖               | 2018年3月4日   | 最佳剪辑                       | 西德尼·沃尔因斯基 | 提名 | [ 20 ]        |
| 奥斯卡金像奖               | 2018年3月4日   | 最佳原创配乐                   | 亚历山大·德斯普拉 | 獲獎 | [ 20 ]        |
| 奥斯卡金像奖               | 2018年3月4日   | 最佳艺术指导                   | 保罗·奥斯特伯里、杰弗里·梅尔文、谢恩·维奥 | 獲獎 | [ 20 ]        |
| 奥斯卡金像奖               | 2018年3月4日   | 最佳音效剪辑                   | 内森·罗比塔耶、纳尔逊·费雷拉 | 提名 | [ 20 ]        |
| 奥斯卡金像奖               | 2018年3月4日   | 最佳音效                       | 克里斯蒂安·库克、布拉德·佐恩、葛伦·加尔 | 提名 | [ 20 ]        |
| 非裔美國影評人協會         | 2017年12月12日 | 十大佳片                       | 《水形物语》 | 第七 | [ 21 ]        |
| 女性电影记者联盟           | 2018年1月9日   | 最佳影片                       | 《水形物语》 | 獲獎 | [ 22 ] [ 23 ] |
| 女性电影记者联盟           | 2018年1月9日   | 最佳导演                       | 吉尔莫·德尔·托罗 | 獲獎 | [ 22 ] [ 23 ] |
| 女性电影记者联盟           | 2018年1月9日   | 最佳女主角                     | 莎莉·霍金斯 | 提名 | [ 22 ] [ 23 ] |
| 女性电影记者联盟           | 2018年1月9日   | 最佳摄影                       | 达恩·劳斯特森 | 提名 | [ 22 ] [ 23 ] |
| 女性电影记者联盟           | 2018年1月9日   | 最佳剪辑                       | 西德尼·沃尔因斯基 | 提名 | [ 22 ] [ 23 ] |
| 女性电影记者联盟           | 2018年1月9日   | 最勇敢演出                     | 莎莉·霍金斯 | 獲獎 | [ 22 ] [ 23 ] |
| 美国电影剪辑工会           | 2018年1月26日  | 最佳剧情片剪辑                 | 西德尼·沃尔因斯基 | 提名 | [ 24 ]        |
| 美国电影学会               | 2018年1月5日   | 年度十大佳片                   | 《水形物语》 | 獲獎 | [ 25 ]        |
| 美国电影摄影师协会         | 2018年2月17日  | 最佳院线电影摄影               | 达恩·劳斯特森 | 提名 | [ 26 ]        |
| 藝術指導工會               | 2018年1月27日  | 最佳古装片艺术指导             | 保罗·奥斯特伯里 | 獲獎 | [ 27 ]        |
| 奥斯汀影评人协会           | 2018年1月8日   | 最佳影片                       | 《水形物语》 | 提名 | [ 28 ] [ 29 ] |
| 奥斯汀影评人协会           | 2018年1月8日   | 最佳导演                       | 吉尔莫·德尔·托罗 | 獲獎 | [ 28 ] [ 29 ] |
| 奥斯汀影评人协会           | 2018年1月8日   | 最佳女主角                     | 莎莉·霍金斯 | 提名 | [ 28 ] [ 29 ] |
| 奥斯汀影评人协会           | 2018年1月8日   | 最佳男配角                     | 理查德·詹金斯 | 提名 | [ 28 ] [ 29 ] |
| 奥斯汀影评人协会           | 2018年1月8日   | 最佳女配角                     | 奥克塔维亚·斯宾瑟 | 提名 | [ 28 ] [ 29 ] |
| 奥斯汀影评人协会           | 2018年1月8日   | 最佳原创剧本                   | 吉尔莫·德尔·托罗、瓦内莎·泰勒 | 提名 | [ 28 ] [ 29 ] |
| 奥斯汀影评人协会           | 2018年1月8日   | 最佳摄影                       | 达恩·劳斯特森 | 提名 | [ 28 ] [ 29 ] |
| 奥斯汀影评人协会           | 2018年1月8日   | 最佳原创配乐                   | 亚历山大·德斯普拉 | 獲獎 | [ 28 ] [ 29 ] |
| 奥斯汀影评人协会           | 2018年1月8日   | 特别荣誉奖                     | 道格·琼斯 | 獲獎 | [ 28 ] [ 29 ] |
| 奥斯汀影评人协会           | 2018年1月8日   | 十大佳片                       | 《水形物语》 | 獲獎 | [ 28 ] [ 29 ] |
| 黑卷轴奖                   | 2018年2月23日  | 最佳女配角                     | 奥克塔维亚·斯宾瑟 | 提名 | [ 30 ]        |
| 波士頓影評人協會           | 2017年12月10日 | 最佳影片                       | 《水形物语》 | 第二 | [ 28 ] [ 31 ] |
| 波士頓影評人協會           | 2017年12月10日 | 最佳导演                       | 吉尔莫·德尔·托罗 | 第二 | [ 28 ] [ 31 ] |
| 波士頓影評人協會           | 2017年12月10日 | 最佳女主角                     | 莎莉·霍金斯 | 獲獎 | [ 28 ] [ 31 ] |
| 波士頓影評人協會           | 2017年12月10日 | 最佳电影音乐                   | 亚历山大·德斯普拉 | 第二 | [ 28 ] [ 31 ] |
| 英国电影学院奖             | 2018年2月18日  | 最佳影片                       | 吉尔莫·德尔·托罗、迈尔斯·戴尔 | 提名 | [ 32 ]        |
| 英国电影学院奖             | 2018年2月18日  | 最佳导演                       | 吉尔莫·德尔·托罗 | 獲獎 | [ 32 ]        |
| 英国电影学院奖             | 2018年2月18日  | 最佳女主角                     | 莎莉·霍金斯 | 提名 | [ 32 ]        |
| 英国电影学院奖             | 2018年2月18日  | 最佳女配角                     | 奥克塔维亚·斯宾瑟 | 提名 | [ 32 ]        |
| 英国电影学院奖             | 2018年2月18日  | 最佳原创剧本                   | 吉尔莫·德尔·托罗、瓦内莎·泰勒 | 提名 | [ 32 ]        |
| 英国电影学院奖             | 2018年2月18日  | 最佳摄影                       | 达恩·劳斯特森 | 提名 | [ 32 ]        |
| 英国电影学院奖             | 2018年2月18日  | 最佳电影配乐                   | 亚历山大·德斯普拉 | 獲獎 | [ 32 ]        |
| 英国电影学院奖             | 2018年2月18日  | 最佳剪辑                       | 西德尼·沃尔因斯基 | 提名 | [ 32 ]        |
| 英国电影学院奖             | 2018年2月18日  | 最佳音效                       | 克里斯蒂安·库克、内森·罗比塔耶、葛伦·加尔、布拉德·佐恩                                                                                         | 提名 | [ 32 ]        |
| 英国电影学院奖             | 2018年2月18日  | 最佳艺术指导                   | 保罗·奥斯特伯里、杰弗里·梅尔文、谢恩·维奥 | 獲獎 | [ 32 ]        |
| 英国电影学院奖             | 2018年2月18日  | 最佳视觉效果                   | 丹尼斯·贝拉迪、特雷·哈雷尔、凯文·斯科特 | 提名 | [ 32 ]        |
| 英国电影学院奖             | 2018年2月18日  | 最佳服装设计                   | 路易斯·塞凯拉 | 提名 | [ 32 ]        |
| 美国选角工会               | 2018年1月18日  | 制片厂或独立制作剧情片         | 罗宾·库克、乔纳森·奥利维拉 | 提名 | [ 33 ]        |
| 芝加哥影评人协会           | 2017年12月12日 | 最佳影片                       | 《水形物语》 | 提名 | [ 34 ]        |
| 芝加哥影评人协会           | 2017年12月12日 | 最佳导演                       | 吉尔莫·德尔·托罗 | 提名 | [ 34 ]        |
| 芝加哥影评人协会           | 2017年12月12日 | 最佳女主角                     | 莎莉·霍金斯 | 提名 | [ 34 ]        |
| 芝加哥影评人协会           | 2017年12月12日 | 最佳原创剧本                   | 吉尔莫·德尔·托罗、瓦内莎·泰勒 | 提名 | [ 34 ]        |
| 芝加哥影评人协会           | 2017年12月12日 | 最佳艺术指导                   | 《水形物语》 | 提名 | [ 34 ]        |
| 芝加哥影评人协会           | 2017年12月12日 | 最佳原创配乐                   | 亚历山大·德斯普拉 | 提名 | [ 34 ]        |
| 芝加哥影评人协会           | 2017年12月12日 | 最佳摄影                       | 达恩·劳斯特森 | 提名 | [ 34 ]        |
| 电影音效工会               | 2018年2月24日  | 最佳真人电影音效               | 皮特·科宾、克里斯蒂安·库克、葛伦·加尔、克里斯·纳瓦罗、彼得·珀索德、布拉德·佐恩                                                                 | 提名 | [ 35 ]        |
| 服装设计工会               | 2018年2月20日  | 最佳古装片服装设计             | 路易斯·塞凯拉 | 獲獎 | [ 36 ]        |
| 评论家选择电影奖           | 2018年1月11日  | 最佳影片                       | 《水形物语》 | 獲獎 | [ 37 ] [ 38 ] |
| 评论家选择电影奖           | 2018年1月11日  | 最佳导演                       | 吉尔莫·德尔·托罗 | 獲獎 | [ 37 ] [ 38 ] |
| 评论家选择电影奖           | 2018年1月11日  | 最佳女主角                     | 莎莉·霍金斯 | 提名 | [ 37 ] [ 38 ] |
| 评论家选择电影奖           | 2018年1月11日  | 最佳男配角                     | 理查德·詹金斯 | 提名 | [ 37 ] [ 38 ] |
| 评论家选择电影奖           | 2018年1月11日  | 最佳女配角                     | 奥克塔维亚·斯宾瑟 | 提名 | [ 37 ] [ 38 ] |
| 评论家选择电影奖           | 2018年1月11日  | 最佳原创剧本                   | 吉尔莫·德尔·托罗、瓦内莎·泰勒 | 提名 | [ 37 ] [ 38 ] |
| 评论家选择电影奖           | 2018年1月11日  | 最佳摄影                       | 达恩·劳斯特森 | 提名 | [ 37 ] [ 38 ] |
| 评论家选择电影奖           | 2018年1月11日  | 最佳艺术指导                   | 保罗·奥斯特伯里、杰弗里·梅尔文、谢恩·维奥 | 獲獎 | [ 37 ] [ 38 ] |
| 评论家选择电影奖           | 2018年1月11日  | 最佳剪辑                       | 西德尼·沃尔因斯基 | 提名 | [ 37 ] [ 38 ] |
| 评论家选择电影奖           | 2018年1月11日  | 最佳服装设计                   | 路易斯·塞凯拉 | 提名 | [ 37 ] [ 38 ] |
| 评论家选择电影奖           | 2018年1月11日  | 最佳化妆与发型设计             | 《水形物语》 | 提名 | [ 37 ] [ 38 ] |
| 评论家选择电影奖           | 2018年1月11日  | 最佳视觉效果                   | 《水形物语》 | 提名 | [ 37 ] [ 38 ] |
| 评论家选择电影奖           | 2018年1月11日  | 最佳科幻/恐怖片                | 《水形物语》 | 提名 | [ 37 ] [ 38 ] |
| 评论家选择电影奖           | 2018年1月11日  | 最佳配乐                       | 亚历山大·德斯普拉 | 獲獎 | [ 37 ] [ 38 ] |
| 达拉斯—沃斯堡影评人协会    | 2017年12月13日 | 最佳影片                       | 《水形物语》 | 獲獎 | [ 39 ]        |
| 达拉斯—沃斯堡影评人协会    | 2017年12月13日 | 最佳导演                       | 吉尔莫·德尔·托罗 | 獲獎 | [ 39 ]        |
| 达拉斯—沃斯堡影评人协会    | 2017年12月13日 | 最佳女主角                     | 莎莉·霍金斯 | 獲獎 | [ 39 ]        |
| 达拉斯—沃斯堡影评人协会    | 2017年12月13日 | 最佳男配角                     | 理查德·詹金斯 | 第三 | [ 39 ]        |
| 达拉斯—沃斯堡影评人协会    | 2017年12月13日 | 最佳女配角                     | 奥克塔维亚·斯宾瑟 | 第五 | [ 39 ]        |
| 达拉斯—沃斯堡影评人协会    | 2017年12月13日 | 最佳编剧                       | 吉尔莫·德尔·托罗、瓦内莎·泰勒 | 第二 | [ 39 ]        |
| 达拉斯—沃斯堡影评人协会    | 2017年12月13日 | 最佳摄影                       | 达恩·劳斯特森 | 獲獎 | [ 39 ]        |
| 达拉斯—沃斯堡影评人协会    | 2017年12月13日 | 最佳配乐                       | 亚历山大·德斯普拉 | 獲獎 | [ 39 ]        |
| 底特律影评人协会           | 2017年12月7日  | 最佳影片                       | 《水形物语》 | 提名 | [ 40 ]        |
| 底特律影评人协会           | 2017年12月7日  | 最佳导演                       | 吉尔莫·德尔·托罗 | 提名 | [ 40 ]        |
| 底特律影评人协会           | 2017年12月7日  | 最佳女主角                     | 莎莉·霍金斯 | 提名 | [ 40 ]        |
| 底特律影评人协会           | 2017年12月7日  | 最佳男配角                     | 理查德·詹金斯 | 提名 | [ 40 ]        |
| 底特律影评人协会           | 2017年12月7日  | 最佳编剧                       | 吉尔莫·德尔·托罗、瓦内莎·泰勒 | 提名 | [ 40 ]        |
| 底特律影评人协会           | 2017年12月7日  | 最佳配乐                       | 《水形物语》 | 提名 | [ 40 ]        |
| 美国导演工会奖             | 2018年2月3日   | 最佳长片导演                   | 吉尔莫·德尔·托罗 | 獲獎 | [ 41 ]        |
| 加拿大导演工会             | 2018年10月20日 | 最佳长片艺术指导               | 保罗·奥斯特伯里 | 獲獎 | [ 42 ]        |
| 加拿大导演工会             | 2018年10月20日 | 最佳长片剪辑                   | 西德尼·沃尔因斯基 | 獲獎 | [ 42 ]        |
| 加拿大导演工会             | 2018年10月20日 | 最佳长片音效剪辑               | 内森·罗比塔耶、纳尔逊·费雷拉、吉尔·珀迪、罗伯特·黑格德斯、凯文·霍华德、亚历克斯·布利克、达申·纳社、泰勒·惠瑟姆、达斯汀·哈里斯、卡姆·麦克劳克林 | 獲獎 | [ 42 ]        |
| 道林奖                     | 2018年2月24日  | 年度电影                       | 《水形物语》 | 提名 | [ 43 ] [ 44 ] |
| 道林奖                     | 2018年2月24日  | 年度导演                       | 吉尔莫·德尔·托罗 | 提名 | [ 43 ] [ 44 ] |
| 道林奖                     | 2018年2月24日  | 最佳女主角                     | 莎莉·霍金斯 | 獲獎 | [ 43 ] [ 44 ] |
| 道林奖                     | 2018年2月24日  | 年度男配角                     | 理查德·詹金斯 | 提名 | [ 43 ] [ 44 ] |
| 道林奖                     | 2018年2月24日  | 年度编剧                       | 吉尔莫·德尔·托罗、瓦内莎·泰勒 | 提名 | [ 43 ] [ 44 ] |
| 道林奖                     | 2018年2月24日  | 年度视觉震撼电影               | 《水形物语》 | 獲獎 | [ 43 ] [ 44 ] |
| 《标准晚报》英国电影奖     | 2018年2月8日   | 最佳女主角                     | 莎莉·霍金斯 | 提名 | [ 45 ]        |
| 佛罗里达影评人协会         | 2017年12月23日 | 最佳影片                       | 《水形物语》 | 提名 | [ 46 ]        |
| 佛罗里达影评人协会         | 2017年12月23日 | 最佳导演                       | 吉尔莫·德尔·托罗 | 提名 | [ 46 ]        |
| 佛罗里达影评人协会         | 2017年12月23日 | 最佳女主角                     | 莎莉·霍金斯 | 提名 | [ 46 ]        |
| 佛罗里达影评人协会         | 2017年12月23日 | 最佳编剧                       | 吉尔莫·德尔·托罗、瓦内莎·泰勒 | 提名 | [ 46 ]        |
| 佛罗里达影评人协会         | 2017年12月23日 | 最佳群体演出                   | 《水形物语》演员 | 提名 | [ 46 ]        |
| 佛罗里达影评人协会         | 2017年12月23日 | 最佳摄影                       | 达恩·劳斯特森 | 提名 | [ 46 ]        |
| 佛罗里达影评人协会         | 2017年12月23日 | 最佳视觉效果                   | 《水形物语》 | 提名 | [ 46 ]        |
| 佛罗里达影评人协会         | 2017年12月23日 | 最佳艺术指导                   | 《水形物语》 | 提名 | [ 46 ]        |
| 佛罗里达影评人协会         | 2017年12月23日 | 最佳配乐                       | 亚历山大·德斯普拉 | 提名 | [ 46 ]        |
| 乔治亚影评人协会           | 2018年1月12日  | 最佳影片                       | 《水形物语》 | 提名 | [ 47 ]        |
| 乔治亚影评人协会           | 2018年1月12日  | 最佳导演                       | 吉尔莫·德尔·托罗 | 提名 | [ 47 ]        |
| 乔治亚影评人协会           | 2018年1月12日  | 最佳女主角                     | 莎莉·霍金斯 | 提名 | [ 47 ]        |
| 乔治亚影评人协会           | 2018年1月12日  | 最佳男配角                     | 理查德·詹金斯 | 提名 | [ 47 ]        |
| 乔治亚影评人协会           | 2018年1月12日  | 最佳原创剧本                   | 吉尔莫·德尔·托罗、瓦内莎·泰勒 | 提名 | [ 47 ]        |
| 乔治亚影评人协会           | 2018年1月12日  | 最佳摄影                       | 达恩·劳斯特森 | 提名 | [ 47 ]        |
| 乔治亚影评人协会           | 2018年1月12日  | 最佳艺术指导                   | 保罗·奥斯特伯里、杰弗里·梅尔文、谢恩·维奥 | 提名 | [ 47 ]        |
| 乔治亚影评人协会           | 2018年1月12日  | 最佳原创配乐                   | 亚历山大·德斯普拉 | 提名 | [ 47 ]        |
| GLAAD媒體獎                | 2018年4月12日  | 最佳公映电影                   | 《水形物语》 | 提名 | [ 48 ]        |
| 俄罗斯金鹰奖               | 2019年1月25日  | 最佳外语片                     | 《水形物语》 | 提名 | [ 49 ]        |
| 金球獎                     | 2018年1月7日   | 最佳影片（正剧类）             | 《水形物语》 | 提名 | [ 50 ]        |
| 金球獎                     | 2018年1月7日   | 最佳电影女主角（正剧类）       | 莎莉·霍金斯 | 提名 | [ 50 ]        |
| 金球獎                     | 2018年1月7日   | 最佳电影男配角                 | 理查德·詹金斯 | 提名 | [ 50 ]        |
| 金球獎                     | 2018年1月7日   | 最佳电影女配角                 | 奥克塔维亚·斯宾瑟 | 提名 | [ 50 ]        |
| 金球獎                     | 2018年1月7日   | 最佳导演                       | 吉尔莫·德尔·托罗 | 獲獎 | [ 50 ]        |
| 金球獎                     | 2018年1月7日   | 最佳编剧                       | 吉尔莫·德尔·托罗、瓦内莎·泰勒 | 提名 | [ 50 ]        |
| 金球獎                     | 2018年1月7日   | 最佳原创配乐                   | 亚历山大·德斯普拉 | 獲獎 | [ 50 ]        |
| 金番茄奖                   | 2018年1月3日   | 2017年最佳爱情片               | 《水形物语》 | 第三 | [ 51 ]        |
| 葛萊美獎                   | 2019年2月10日  | 最佳视觉传媒配乐               | 亚历山大·德斯普拉 | 提名 | [ 52 ]        |
| 好萊塢電影獎               | 2017年11月15日 | 好莱坞剪辑奖                   | 西德尼·沃尔因斯基 | 獲獎 | [ 53 ]        |
| 好莱坞传媒音乐奖           | 2017年11月16日 | 最佳奇幻、恐怖、科幻片原创配乐 | 亚历山大·德斯普拉 | 獲獎 | [ 54 ]        |
| 好莱坞职业人士协会         | 2018年11月15日 | 最佳长片色彩分级               | 克里斯·华莱士 | 提名 | [ 55 ]        |
| 好莱坞职业人士协会         | 2018年11月15日 | 最佳长片音效                   | 克里斯蒂安·库克、布拉德·佐恩、纳尔逊·费雷拉、内森·罗比塔耶                                                                                     | 獲獎 | [ 55 ]        |
| 休斯顿影评人协会           | 2018年1月6日   | 最佳影片                       | 《水形物语》 | 提名 | [ 56 ] [ 57 ] |
| 休斯顿影评人协会           | 2018年1月6日   | 最佳导演                       | 吉尔莫·德尔·托罗 | 提名 | [ 56 ] [ 57 ] |
| 休斯顿影评人协会           | 2018年1月6日   | 最佳女主角                     | 莎莉·霍金斯 | 獲獎 | [ 56 ] [ 57 ] |
| 休斯顿影评人协会           | 2018年1月6日   | 最佳男配角                     | 理查德·詹金斯 | 提名 | [ 56 ] [ 57 ] |
| 休斯顿影评人协会           | 2018年1月6日   | 最佳女配角                     | 奥克塔维亚·斯宾瑟 | 提名 | [ 56 ] [ 57 ] |
| 休斯顿影评人协会           | 2018年1月6日   | 最佳摄影                       | 达恩·劳斯特森 | 提名 | [ 56 ] [ 57 ] |
| 休斯顿影评人协会           | 2018年1月6日   | 最佳原创配乐                   | 亚历山大·德斯普拉 | 獲獎 | [ 56 ] [ 57 ] |
| 休斯顿影评人协会           | 2018年1月6日   | 最佳视觉效果                   | 《水形物语》 | 提名 | [ 56 ] [ 57 ] |
| 休斯顿影评人协会           | 2018年1月6日   | 最佳海报                       | 《水形物语》 | 獲獎 | [ 56 ] [ 57 ] |
| 雨果奖                     | 2018年8月19日  | 最佳戏剧表现                   | 吉尔莫·德尔·托罗、瓦内莎·泰勒 | 提名 | [ 58 ]        |
| IGN奖                      | 2017年12月19日 | 年度电影                       | 《水形物语》 | 提名 | [ 59 ]        |
| IGN奖                      | 2017年12月19日 | 最佳科幻、奇幻片               | 《水形物语》 | 第二 | [ 59 ]        |
| IGN奖                      | 2017年12月19日 | 最佳电影主角                   | 莎莉·霍金斯 | 提名 | [ 59 ]        |
| IGN奖                      | 2017年12月19日 | 最佳导演                       | 吉尔莫·德尔·托罗 | 提名 | [ 59 ]        |
| Imagen奖                   | 2018年8月25日  | 最佳影片                       | 《水形物语》 | 提名 | [ 60 ]        |
| Imagen奖                   | 2018年8月25日  | 最佳导演                       | 吉尔莫·德尔·托罗 | 提名 | [ 60 ]        |
| IndieWire影评人调查        | 2017年12月19日 | 最佳影片                       | 《水形物语》 | 第六 | [ 61 ]        |
| IndieWire影评人调查        | 2017年12月19日 | 最佳女主角                     | 莎莉·霍金斯 | 第四 | [ 61 ]        |
| IndieWire影评人调查        | 2017年12月19日 | 最佳摄影                       | 达恩·劳斯特森 | 第四 | [ 61 ]        |
| 爱尔兰影视学院电影与戏剧奖 | 2018年2月15日  | 国际片                         | 《水形物语》 | 提名 | [ 62 ]        |
| 爱尔兰影视学院电影与戏剧奖 | 2018年2月15日  | 国际女演员                     | 莎莉·霍金斯 | 提名 | [ 62 ]        |
| 日本電影學院獎             | 2019年3月1日   | 最佳外语片                     | 《水形物语》 | 提名 | [ 63 ]        |
| 伦敦影评人协会             | 2018年1月28日  | 年度电影                       | 《水形物语》 | 提名 | [ 64 ] [ 65 ] |
| 伦敦影评人协会             | 2018年1月28日  | 年度导演                       | 吉尔莫·德尔·托罗 | 提名 | [ 64 ] [ 65 ] |
| 伦敦影评人协会             | 2018年1月28日  | 年度女主角                     | 莎莉·霍金斯 | 提名 | [ 64 ] [ 65 ] |
| 伦敦影评人协会             | 2018年1月28日  | 年度英国女演员                 | 莎莉·霍金斯 | 獲獎 | [ 64 ] [ 65 ] |
| 洛杉磯影評人協會           | 2018年1月13日  | 最佳导演                       | 吉尔莫·德尔·托罗 | 獲獎 | [ 66 ]        |
| 洛杉磯影評人協會           | 2018年1月13日  | 最佳女主角                     | 莎莉·霍金斯 | 獲獎 | [ 66 ]        |
| 洛杉磯影評人協會           | 2018年1月13日  | 最佳摄影                       | 达恩·劳斯特森 | 獲獎 | [ 66 ]        |
| 洛杉磯影評人協會           | 2018年1月13日  | 最佳配乐                       | 亚历山大·德斯普拉 | 第二 | [ 66 ]        |
| 洛杉磯影評人協會           | 2018年1月13日  | 最佳艺术指导                   | 保罗·奥斯特伯里 | 第二 | [ 66 ]        |
| 化妆与发型工会             | 2018年2月24日  | 最佳长片特效化妆               | 迈克·希尔、尚恩·马翰 | 提名 | [ 67 ]        |
| 电影音效剪辑工会           | 2018年2月18日  | 最佳长片配乐音效剪辑           | 卡姆·麦克劳克林、罗布·黑格达斯、达斯汀·哈里斯                                                                                                  | 提名 | [ 68 ]        |
| 电影音效剪辑工会           | 2018年2月18日  | 最佳长片对白与配音音效剪辑     | 内森·罗比塔耶、纳尔逊·费雷拉、吉尔·珀迪 | 提名 | [ 68 ]        |
| 电影音效剪辑工会           | 2018年2月18日  | 最佳长片音效与拟音剪辑         | 内森·罗比塔耶、泰勒·惠瑟姆、达申·纳社、凯文·霍华德、亚历克斯·布利克、史蒂夫·贝恩、彼得·珀索德、吉娜·盖尔斯                                     | 提名 | [ 68 ]        |
| 國家影評人協會             | 2018年1月6日   | 最佳女主角                     | 莎莉·霍金斯 | 獲獎 | [ 69 ]        |
| 國家影評人協會             | 2018年1月6日   | 国家影评人协会奖最佳男配角     | 麥可·斯圖巴 | 第二 | [ 69 ]        |
| 星云奖                     | 2018年5月20日  | 雷·布雷德伯里奖                | 吉尔莫·德尔·托罗（导演、编剧）、瓦内莎·泰勒（编剧）                                                                                            | 提名 | [ 70 ]        |
| 纽约在线影评人协会         | 2017年12月10日 | 最佳摄影                       | 达恩·劳斯特森 | 獲獎 | [ 71 ]        |
| 纽约在线影评人协会         | 2017年12月10日 | 十大佳片                       | 《水形物语》 | 獲獎 | [ 71 ]        |
| 在线影评人协会             | 2017年12月28日 | 最佳影片                       | 《水形物语》 | 第二 | [ 72 ] [ 73 ] |
| 在线影评人协会             | 2017年12月28日 | 最佳导演                       | 吉尔莫·德尔·托罗 | 第二 | [ 72 ] [ 73 ] |
| 在线影评人协会             | 2017年12月28日 | 最佳女主角                     | 莎莉·霍金斯 | 獲獎 | [ 72 ] [ 73 ] |
| 在线影评人协会             | 2017年12月28日 | 最佳男配角                     | 理查德·詹金斯 | 第二 | [ 72 ] [ 73 ] |
| 在线影评人协会             | 2017年12月28日 | 最佳原创剧本                   | 吉尔莫·德尔·托罗、瓦内莎·泰勒 | 提名 | [ 72 ] [ 73 ] |
| 在线影评人协会             | 2017年12月28日 | 最佳剪辑                       | 西德尼·沃尔因斯基 | 提名 | [ 72 ] [ 73 ] |
| 在线影评人协会             | 2017年12月28日 | 最佳摄影                       | 达恩·劳斯特森 | 第二 | [ 72 ] [ 73 ] |
| 在线影评人协会             | 2017年12月28日 | 最佳群体演出                   | 《水形物语》演员 | 提名 | [ 72 ] [ 73 ] |
| 棕榈泉国际电影节           | 2018年1月2日   | 先锋奖                         | 《水形物语》 | 獲獎 | [ 74 ]        |
| 美國製片人協會             | 2018年1月20日  | 最佳院线电影                   | 吉尔莫·德尔·托罗、迈尔斯·戴尔 | 獲獎 | [ 75 ]        |
| 聖地牙哥影評人協會         | 2017年12月11日 | 最佳导演                       | 吉尔莫·德尔·托罗 | 提名 | [ 76 ] [ 77 ] |
| 聖地牙哥影評人協會         | 2017年12月11日 | 最佳女主角                     | 莎莉·霍金斯 | 第二 | [ 76 ] [ 77 ] |
| 聖地牙哥影評人協會         | 2017年12月11日 | 最佳剪辑                       | 西德尼·沃尔因斯基 | 提名 | [ 76 ] [ 77 ] |
| 聖地牙哥影評人協會         | 2017年12月11日 | 最佳摄影                       | 达恩·劳斯特森 | 提名 | [ 76 ] [ 77 ] |
| 聖地牙哥影評人協會         | 2017年12月11日 | 最佳艺术指导                   | 保罗·奥斯特伯里 | 獲獎 | [ 76 ] [ 77 ] |
| 聖地牙哥影評人協會         | 2017年12月11日 | 最佳视觉效果                   | 《水形物语》 | 提名 | [ 76 ] [ 77 ] |
| 聖地牙哥影評人協會         | 2017年12月11日 | 最佳服装设计                   | 路易斯·塞凯拉 | 提名 | [ 76 ] [ 77 ] |
| 聖地牙哥影評人協會         | 2017年12月11日 | 最佳原创配乐                   | 《水形物语》 | 提名 | [ 76 ] [ 77 ] |
| 旧金山影评人协会           | 2017年12月10日 | 最佳影片                       | 《水形物语》 | 提名 | [ 78 ]        |
| 旧金山影评人协会           | 2017年12月10日 | 最佳导演                       | 吉尔莫·德尔·托罗 | 獲獎 | [ 78 ]        |
| 旧金山影评人协会           | 2017年12月10日 | 最佳女主角                     | 莎莉·霍金斯 | 提名 | [ 78 ]        |
| 旧金山影评人协会           | 2017年12月10日 | 最佳男配角                     | 理查德·詹金斯 | 提名 | [ 78 ]        |
| 旧金山影评人协会           | 2017年12月10日 | 最佳原创剧本                   | 吉尔莫·德尔·托罗、瓦内莎·泰勒 | 提名 | [ 78 ]        |
| 旧金山影评人协会           | 2017年12月10日 | 最佳摄影                       | 达恩·劳斯特森 | 提名 | [ 78 ]        |
| 旧金山影评人协会           | 2017年12月10日 | 最佳艺术指导                   | 保罗·奥斯特伯里 | 獲獎 | [ 78 ]        |
| 旧金山影评人协会           | 2017年12月10日 | 最佳原创配乐                   | 亚历山大·德斯普拉 | 提名 | [ 78 ]        |
| 旧金山影评人协会           | 2017年12月10日 | 最佳剪辑                       | 西德尼·沃尔因斯基 | 提名 | [ 78 ]        |
| 卫星奖                     | 2018年2月10日  | 最佳影片                       | 《水形物语》 | 提名 | [ 79 ]        |
| 卫星奖                     | 2018年2月10日  | 最佳导演                       | 吉尔莫·德尔·托罗 | 提名 | [ 79 ]        |
| 卫星奖                     | 2018年2月10日  | 最佳女主角                     | 莎莉·霍金斯 | 獲獎 | [ 79 ]        |
| 卫星奖                     | 2018年2月10日  | 最佳男配角                     | 迈克尔·珊农 | 提名 | [ 79 ]        |
| 卫星奖                     | 2018年2月10日  | 最佳原创剧本                   | 吉尔莫·德尔·托罗、瓦内莎·泰勒 | 提名 | [ 79 ]        |
| 卫星奖                     | 2018年2月10日  | 最佳摄影                       | 达恩·劳斯特森 | 提名 | [ 79 ]        |
| 卫星奖                     | 2018年2月10日  | 最佳原创配乐                   | 亚历山大·德斯普拉 | 提名 | [ 79 ]        |
| 卫星奖                     | 2018年2月10日  | 最佳视觉效果                   | 《水形物语》 | 提名 | [ 79 ]        |
| 卫星奖                     | 2018年2月10日  | 最佳艺术指导                   | 《水形物语》 | 獲獎 | [ 79 ]        |
| 卫星奖                     | 2018年2月10日  | 最佳剪辑                       | 西德尼·沃尔因斯基 | 提名 | [ 79 ]        |
| 土星獎                     | 2018年6月27日  | 最佳奇幻片                     | 《水形物语》 | 獲獎 | [ 80 ] [ 81 ] |
| 土星獎                     | 2018年6月27日  | 最佳导演                       | 吉尔莫·德尔·托罗 | 提名 | [ 80 ] [ 81 ] |
| 土星獎                     | 2018年6月27日  | 最佳女主角                     | 莎莉·霍金斯 | 提名 | [ 80 ] [ 81 ] |
| 土星獎                     | 2018年6月27日  | 最佳女配角                     | 奥克塔维亚·斯宾瑟 | 提名 | [ 80 ] [ 81 ] |
| 土星獎                     | 2018年6月27日  | 最佳编剧                       | 吉尔莫·德尔·托罗、瓦内莎·泰勒 | 提名 | [ 80 ] [ 81 ] |
| 土星獎                     | 2018年6月27日  | 最佳化妆                       | 迈克·希尔、尚恩·马翰 | 提名 | [ 80 ] [ 81 ] |
| 土星獎                     | 2018年6月27日  | 最佳配乐                       | 亚历山大·德斯普拉 | 提名 | [ 80 ] [ 81 ] |
| 土星獎                     | 2018年6月27日  | 最佳艺术指导                   | 保罗·奥斯特伯里 | 提名 | [ 80 ] [ 81 ] |
| 土星獎                     | 2018年6月27日  | 最佳剪辑                       | 西德尼·沃尔因斯基 | 提名 | [ 80 ] [ 81 ] |
| 美國演員工會獎             | 2018年1月21日  | 最佳女主角                     | 莎莉·霍金斯 | 提名 | [ 82 ]        |
| 美國演員工會獎             | 2018年1月21日  | 最佳男配角                     | 理查德·詹金斯 | 提名 | [ 82 ]        |
| 西雅图影评人协会           | 2017年12月18日 | 最佳女主角                     | 莎莉·霍金斯 | 提名 | [ 83 ]        |
| 西雅图影评人协会           | 2017年12月18日 | 最佳男配角                     | 迈克尔·珊农 | 提名 | [ 83 ]        |
| 西雅图影评人协会           | 2017年12月18日 | 最佳摄影                       | 达恩·劳斯特森 | 提名 | [ 83 ]        |
| 西雅图影评人协会           | 2017年12月18日 | 最佳服装设计                   | 路易斯·塞凯拉 | 提名 | [ 83 ]        |
| 西雅图影评人协会           | 2017年12月18日 | 最佳艺术指导                   | 保罗·奥斯特伯里、杰弗里·梅尔文、谢恩·维奥 | 提名 | [ 83 ]        |
| 西雅图影评人协会           | 2017年12月18日 | 最佳视觉效果                   | 丹尼斯·贝拉迪、卢克·格罗夫斯、特雷·哈雷尔、凯文·斯科特                                                                                         | 提名 | [ 83 ]        |
| 圣路易斯影评人协会         | 2017年12月17日 | 最佳影片                       | 《水形物语》 | 獲獎 | [ 84 ] [ 85 ] |
| 圣路易斯影评人协会         | 2017年12月17日 | 最佳导演                       | 吉尔莫·德尔·托罗 | 獲獎 | [ 84 ] [ 85 ] |
| 圣路易斯影评人协会         | 2017年12月17日 | 最佳女主角                     | 莎莉·霍金斯 | 第二 | [ 84 ] [ 85 ] |
| 圣路易斯影评人协会         | 2017年12月17日 | 最佳男配角                     | 理查德·詹金斯 | 獲獎 | [ 84 ] [ 85 ] |
| 圣路易斯影评人协会         | 2017年12月17日 | 最佳男配角                     | 迈克尔·珊农 | 提名 | [ 84 ] [ 85 ] |
| 圣路易斯影评人协会         | 2017年12月17日 | 最佳女配角                     | 奥克塔维亚·斯宾瑟 | 提名 | [ 84 ] [ 85 ] |
| 圣路易斯影评人协会         | 2017年12月17日 | 最佳原创剧本                   | 吉尔莫·德尔·托罗、瓦内莎·泰勒 | 獲獎 | [ 84 ] [ 85 ] |
| 圣路易斯影评人协会         | 2017年12月17日 | 最佳摄影                       | 达恩·劳斯特森 | 提名 | [ 84 ] [ 85 ] |
| 圣路易斯影评人协会         | 2017年12月17日 | 最佳剪辑                       | 西德尼·沃尔因斯基 | 第二 | [ 84 ] [ 85 ] |
| 圣路易斯影评人协会         | 2017年12月17日 | 最佳艺术指导                   | 保罗·奥斯特伯里 | 獲獎 | [ 84 ] [ 85 ] |
| 圣路易斯影评人协会         | 2017年12月17日 | 最佳视觉效果                   | 《水形物语》 | 第二 | [ 84 ] [ 85 ] |
| 圣路易斯影评人协会         | 2017年12月17日 | 最佳配乐                       | 亚历山大·德斯普拉 | 提名 | [ 84 ] [ 85 ] |
| 摄影工会                   | 2018年2月7日   | 年度电影摄影                   | 贾尔斯·科尔贝尔 | 提名 | [ 86 ]        |
| 多伦多影评人协会           | 2017年12月10日 | 最佳女主角                     | 莎莉·霍金斯 | 第二 | [ 87 ]        |
| 温哥华影评人协会           | 2018年1月6日   | 最佳女主角                     | 莎莉·霍金斯 | 提名 | [ 88 ]        |
| 威尼斯电影节               | 2017年9月9日   | 金獅獎                         | 《水形物语》 | 獲獎 | [ 89 ] [ 90 ] |
| 威尼斯电影节               | 2017年9月9日   | 未来电影节数字奖               | 《水形物语》 | 獲獎 | [ 89 ] [ 90 ] |
| 威尼斯电影节               | 2017年9月9日   | 史密瑟斯基金特别奖             | 《水形物语》 | 獲獎 | [ 89 ] [ 90 ] |
| 威尼斯电影节               | 2017年9月9日   | 配乐之星奖最佳配乐             | 亚历山大·德斯普拉 | 獲獎 | [ 89 ] [ 90 ] |
| 华盛顿特区影评人协会       | 2017年12月8日  | 最佳导演                       | 吉尔莫·德尔·托罗 | 提名 | [ 91 ]        |
| 华盛顿特区影评人协会       | 2017年12月8日  | 最佳女主角                     | 莎莉·霍金斯 | 提名 | [ 91 ]        |
| 华盛顿特区影评人协会       | 2017年12月8日  | 最佳原创剧本                   | 吉尔莫·德尔·托罗、瓦内莎·泰勒 | 提名 | [ 91 ]        |
| 华盛顿特区影评人协会       | 2017年12月8日  | 最佳艺术指导                   | 保罗·奥斯特伯里、杰弗里·梅尔文、谢恩·维奥 | 提名 | [ 91 ]        |
| 华盛顿特区影评人协会       | 2017年12月8日  | 最佳摄影                       | 达恩·劳斯特森 | 提名 | [ 91 ]        |
| 华盛顿特区影评人协会       | 2017年12月8日  | 最佳剪辑                       | 西德尼·沃尔因斯基 | 提名 | [ 91 ]        |
| 华盛顿特区影评人协会       | 2017年12月8日  | 最佳配乐                       | 亚历山大·德斯普拉 | 提名 | [ 91 ]        |
| 女影评人协会               | 2017年12月17日 | 最佳女主角                     | 莎莉·霍金斯 | 提名 | [ 92 ]        |
| 女影评人协会               | 2017年12月17日 | 最佳女动作英雄                 | 《水形物语》 | 提名 | [ 92 ]        |
| 女影评人协会               | 2017年12月17日 | 最佳银幕情侣                   | 《水形物语》 | 提名 | [ 92 ]        |
| 世界电影原声学会           | 2018年10月17日 | 年度配乐作曲                   | 亚历山大·德斯普拉 | 提名 | [ 93 ]        |
| 美国编剧工会奖             | 2018年2月11日  | 最佳原创剧本                   | 吉尔莫·德尔·托罗、瓦内莎·泰勒 | 提名 | [ 94 ]        |